# Parc provincial Bragg Creek
Le parc provincial Bragg Creek est un parc provincial en Alberta dans les Rocheuses canadiennes, au Canada dans la province de l'Alberta situé au bord Est du pays de Kananaskis. Le parc est situé près de la rivière Elbow et inclut les activités de pique-nique, de randonnée pédestre et de pêche.
La série télévisée North of 60 a utilisé ce parc provincial comme milieu principal pour son tournage photographique.
Ce parc est situé à l'intersection de l'autoroute 22 et de l'autoroute 66, au Sud de Bragg Creek dans le Comté de Rocky View.